# 環境基準
環境基準（かんきょうきじゅん）は、日本の環境行政において、人の健康の保護及び生活環境の保全のうえで維持されることが望ましい基準として、法令に基づき定められるものである。

## 概要
環境基準は、維持されることが望ましい基準として定められる行政上の政策目標である。その基本は、大気汚染、水質汚濁（地下水を含む）、土壌汚染、騒音に係る環境上の条件として、環境基本法第16条に基づき定められているものである。環境基本法に基づくもの以外には、ダイオキシン類の環境中濃度の基準が、ダイオキシン類対策特別措置法に基づき設定されている。
環境基準は、「維持されることが望ましい基準」として以下の性質を有する。
- 個別の発生源を対象に規制を行う「排出基準」とは別のものであり、「環境基準」で規制することはしない。
- 一方、許容限度あるいは被害の受忍限度（この基準まで環境負荷を大きくしても良いという限度）といった消極的な意味での限度と解されてはならないものである。

社会に公害をもたらすものであっても、すべてに対して環境基準が設定されているわけではない。
悪臭などは環境基準が設定されていないが、その場合でも国の法律や地方自治体の条例による制限が設定されている場合があり、最終的にはそうした全てを広範に運用することで解決が図られる。

## 環境基準の設定
- 大気汚染に係る環境基準

二酸化硫黄、一酸化炭素、浮遊粒子状物質、光化学オキシダント、二酸化窒素、ベンゼン、トリクロロエチレン、テトラクロロエチレン、ジクロロメタン、ダイオキシン類、（非メタン炭化水素）、微小粒子状物質
- 水質の人の健康の保護に関する環境基準[6]

カドミウム、全シアン、鉛、六価クロム、砒素、総水銀、アルキル水銀、PCB、ジクロロメタン、四塩化炭素、1,2-ジクロロエタン、1,1-ジクロロエチレン、シス-1,2-ジクロロエチレン、1,1,1-トリクロロエタン、1,1,2-トリクロロエタン、トリクロロエチレン、テトラクロロエチレン、1,3-ジクロロプロペン、チウラム、シマジン、チオベンカルブ、ベンゼン、セレン、硝酸性窒素及び亜硝酸性窒素、ふっ素、ほう素、1,4-ジオキサン、ダイオキシン類
- 水質（河川）の生活環境の保全に関する環境基準

水素イオン濃度 (pH) 、生物化学的酸素要求量 (BOD) 、浮遊物質量 (SS) 、溶存酸素量 (DO) 、大腸菌群数、全亜鉛
- 水質（湖沼）の生活環境の保全に関する環境基準

水素イオン濃度 (pH) 、化学的酸素要求量 (COD) 、浮遊物質量 (SS) 、溶存酸素量 (DO) 、大腸菌群数、全亜鉛、全窒素、全燐
- 水質（海域）の生活環境の保全に関する環境基準

水素イオン濃度 (pH) 、化学的酸素要求量 (COD) 、溶存酸素量 (DO) 、大腸菌群数、全亜鉛、全窒素、全燐、n-ヘキサン抽出物質（油分等）
- 地下水の水質汚濁に係る環境基準

カドミウム、全シアン、鉛、六価クロム、砒素、総水銀、アルキル水銀、ＰＣＢ、ジクロロメタン、四塩化炭素、塩化ビニルモノマー、1,2-ジクロロエタン、1,1-ジクロロエチレン、1,2-ジクロロエチレン、1,1,1-トリクロロエタン、1,1,2-トリクロロエタン、トリクロロエチレン、テトラクロロエチレン、1,3-ジクロロプロペン、チウラム、シマジン、チオベンカルブ、ベンゼン、セレン、硝酸性窒素及び亜硝酸性窒素、ふっ素、ほう素、1,4-ジオキサン
- 土壌の汚染に係る環境基準

カドミウム、全シアン、有機燐、鉛、六価クロム、砒素、総水銀、アルキル水銀、PCB、ジクロロメタン、四塩化炭素、1,2-ジクロロエタン、1,1-ジクロロエチレン、シス-1,2-ジクロロエチレン、1,1,1-トリクロロエタン、1,1,2-トリクロロエタン、トリクロロエチレン、テトラクロロエチレン、1,3-ジクロロプロペン、チウラム、シマジン、チオベンカルブ、ベンゼン、セレン、ふっ素、ほう素、ダイオキシン類、銅（農用地に限る）
- 騒音に係る環境基準

一般騒音、道路交通騒音、航空機騒音、新幹線鉄道騒音
- ダイオキシン類（以下の環境媒質における濃度の基準が、ダイオキシン類対策特別措置法により設定されている）

大気、水質、水底の底質（底質の環境基準）、土壌

## 経過
- 1967年（昭和42年）8月3日 公害対策基本法施行　第9条において環境基準の設定が定められた。
- 1969年（昭和44年）2月12日 「いおう酸化物に係る環境基準について」（閣議決定） 初の環境基準が制定される。
- 1970年（昭和45年）2月20日 「一酸化炭素に係る環境基準について」（閣議決定）
- 1970年（昭和45年）4月21日 「水質汚濁に係る環境基準」（閣議決定）
- 1972年（昭和47年）1月11日 「浮遊粒子状物質に係る環境基準について」（環境庁告示）
- 1973年（昭和48年）6月12日 「大気汚染に係る環境基準について」（環境庁告示）
- 1973年（昭和48年）12月27日 「航空機騒音に係る環境基準について」（環境庁告示）
- 1975年（昭和50年）7月29日 「新幹線鉄道騒音に係る環境基準について」（環境庁告示）
- 1991年（平成3年）8月23日 「土壌の汚染に係る環境基準について」（環境庁告示）
- 1997年（平成9年）2月4日 「ベンゼン等による大気の汚染に係る環境基準について」（環境庁告示）
- 1997年（平成9年）3月13日 「地下水の水質汚濁に係る環境基準について」（環境庁告示）
- 1998年（平成10年）9月30日 「騒音に係る環境基準について」（環境庁告示）
- 1999年（平成11年）12月27日 「ダイオキシン類による大気の汚染、水質の汚濁（水底の底質の汚染を含む）及び土壌の汚染に係る環境基準」（環境庁告示）
- 2009年（平成21年）9月9日 「微小粒子状物質による大気の汚染に係る環境基準について」(環境省告示)